# Apanthura addui
Apanthura addui är en kräftdjursart som beskrevs av Johann-Wolfgang Wägele 1981. Apanthura addui ingår i släktet Apanthura och familjen Anthuridae. Inga underarter finns listade i Catalogue of Life.